# Illice texensis
Illice texensis là một loài bướm đêm thuộc phân họ Arctiinae, họ Erebidae.